# Globi
Globi è un personaggio dei fumetti creato nel 1932 da Ignatius Karl Schiele. È considerato il personaggio dei fumetti più famoso della Svizzera tedesca.

## Genesi del personaggio
Il personaggio, un pappagallo azzurro con pantaloni a quadri e basco, è stato creato a scopi pubblicitari nel 1932, in occasione del venticinquesimo anniversario della catena di grandi magazzini Globus. A idearlo fu l'allora capo dell'ufficio pubblicità del Globus, Ignatius Karl Schiele, coadiuvato dall'illustratore Robert Lips. Dopo essere apparso in delle strisce, nel 1935 uscì il primo libro sotto forma di racconto illustrato Globis Weltreise.
Nel 1936 fu fondato il "Club di Globi", a cui tra gli anni '30 e '50 si iscrissero migliaia di bambini. Nel 1944 Schiele promosse anche la nascita della casa editrice omonima, che si occupa di tutte le pubblicazioni legate al personaggio. Dal 1938 i libri di Globi sono pubblicati annualmente, sotto forma di racconti, fumetti, o album da colorare. Dal 1935 al 1970 Globi è stato anche protagonista del mensile per ragazzi Der Globi.
I libri di Globi vengono venduti fra l'altro in Brasile, Stati Uniti, Francia, Germania, Austria, Norvegia, Finlandia e Svezia. Nel 1988 la fumettista Anne Christiansen ha creato un corrispondente femminile di Globi, Globine.  Nel 2005 è apparso nei cinema il primo lungometraggio ispirato al personaggio, Globi und der Schattenräuber. Globi viene inoltre commercializzato anche sotto forma di audiocassette, videogiochi, giocattoli, calendari, vestiti ed è il protagonista di un parco giochi a tema ad Engelberg.

## Controversie
Se negli anni 1940-60 alcuni critici avevano visto in Globi un fanfarone irrispettoso in odore di letteratura dozzinale, nel decennio 1980-90 gli sono state rivolte pesanti accuse di razzismo, sciovinismo, violenza e sessismo. In conseguenza di ciò molte sue storie sono state censurate e rimaneggiate e con il tempo Globi si è progressivamente trasformato fino a diventare politicamente corretto.
A partire dalla fine degli anni '90 è stata inoltre stigmatizzata l'eccessiva commercializzazione del personaggio.